# Celerena nigripalpis
Celerena nigripalpis är en fjärilsart som beskrevs av Swinhoe 1902. Celerena nigripalpis ingår i släktet Celerena och familjen mätare. Inga underarter finns listade i Catalogue of Life.